# Карнеев, Владимир Иванович
Влади́мир Ива́нович Карне́ев (16 января 1913, Саранск — 28 ноября 2007, Москва) — советский спортсмен-мотогонщик, тренер, спортивный комментатор, внёсший значительный вклад в развитие мирового и советского мотоспорта. Заслуженный мастер спорта СССР, заслуженный тренер СССР, шестикратный чемпион СССР.

## Биография
Родился в Саранске 16 января 1913 года. Отец, Иван Николаевич окончил Императорское московское техническое училище, стал инженером-механиком. Мать, Елизавета Васильевна (урождённая Басова) происходила из дворянской семьи, окончила Пензенскую гимназию. Первая мировая война привела к необходимости отъезда из Саранска. Карнеевы жили в разных городах: Тифлисе, Харькове, Симбирске, окончательно остановившись в Москве.
Возможно из-за профессии отца, Владимира с детства влекло к различной технике. В возрасте 9 лет он уже самостоятельно водил автомобиль. Но и влияние матери было заметным: Владимир окончил музыкальную школу, хорошо играл на фортепиано, гитаре.
В 1932 году Владимир Карнеев окончил Московский автодорожный механический техникум. Имел собственный мотоцикл — английский «Коннет», затем более мощный «Жиллет» Занимался футболом, а параллельно ходил в мотосекцию спортивного общества «Локомотив». В 1938 году он пробился в состав футбольной команды мастеров Ярославской железной дороги. Но однажды его попросили подменить сломавшего ключицу мотогонщика на соревнованиях. От него требовалось только стартовать, но Владимир Карнеев неожиданно для всех выиграл стокилометровый кросс, а на следующий день ещё и шоссейную гонку. Пришлось выбирать, чему посвятить жизнь: футболу или мотоциклам. Мотоспорт взял верх.
С 1938 по 1956 год он участвовал в различных соревнованиях по мотокроссу, шоссейных линейных гонках, шоссейно-кольцевых гонках, гонках на ипподрому, летнем спидвее, гонках на льду. Его спортивный талант позволил ему весьма успешно выступать во многих видах спорта. Он стал шестикратным чемпионом СССР (пять раз в мотокроссе и один в шоссейно-кольцевых гонках), неоднократным чемпионом Москвы по мотокроссу, победителем мотокроссов имени К. Е. Ворошилова, командных мотокроссов им В. П. Чкалова и многих других соревнований. С 1940 года он выступал за мотоклуб Московского городского совета «Динамо».
В годы Великой Отечественной войны Владимир Карнеев также не расставался с мотоциклом, так как служил в автотранспортном полку связным мотоциклистом. Участвовал в обороне Москвы и Сталинградской битве. Развозил донесения сначала на советском «Иж-9», затем на трофейном NSU 600. Спортивное мастерство помогало ему уходить от атак вражеских истребителей в том числе в голой степи. На фронте же прочитал заметку в газете «Британский союзник» о прошедших в Англии гонках по спидвею. Тогда и решил для себя: «Если останусь жив и здоров, вернусь в мотоспорт и попробую заняться спидвеем». В 1943 году попал в госпиталь, после чего был направлен в Москву с заданием собрать команду спортсменов.
После войны соревнования на иностранной технике в СССР были запрещены. Тогда Карнеев сам сконструировал мотоцикл, который был впоследствии назван его именем «ВИК-500», и участвовал и побеждал на нём в соревнованиях.
В 1949 году командующий ВВС Московского военного округа Василий Сталин создаёт мотоциклетную команду ВВС и лично уговаривает возглавить её Владимира Карнеева. Он одновременно участвует в различных соревнованиях и учится в Ленинградском военном институте физической культуры и спорта на кафедре мотоспорта. Кроме этого Владимир Иванович занимался и конструкторской работой: в это время им была сконструирована рама для ледового мотоцикла «Ява-ЭСО», придававшая ему особую устойчивость. Вскоре чехи, увидев новую раму на мотоциклах советских спортсменов-победителей различных соревнований, наладили массовый выпуск мотоциклов с ней, её основные принципы до сих пор используются всеми изготовителями ледовых рам.
С 1954 года Владимир Карнеев был заместителем председателя Федерации мотоспорта Москвы, и заместителем председателя трекового комитета Мотоциклетной федерации России. Тогда же, в 1954 году, он стал первым тренером сборной СССР по мотоспорту. Он же прокладывал трассы для первых в стране международных соревнований по мотокроссу (1954 год, станция Планерная, Московская область) и шоссейно-кольцевым мотогонкам (1956 год, Ленинград).

Могила В.И. Карнеева на Введенском кладбище в Москве

Умер 28 ноября 2007 года в Москве.

## Спидвей
Узнав о спидвее ещё в годы Великой Отечественной войны, Владимир Карнеев продолжал развитие этого нового для СССР вида спорта. В 1952 году журнал «Физкультура и спорт» опубликовал его статью «Приблизить мотоспорт к зрителю», в которой предлагалось проведение гонок по гаревой дорожке и льду на стадионах.
По инициативе Владимира Ивановича в 1957 году в Расторгуево был проведён первый в СССР мотокросс на короткой дистанции, а в 1958 году в Тбилиси - первый международный мотокросс на короткой дистанции. При его непосредственном участии был разработан проект и началось строительство ленинградского мототрека ДОСААФ. В 1956 году на гаревой дорожке Центрального стадиона имени С. М. Кирова в Ленинграде прошли показательные заезды на ипподромных мотоциклах, в которых участвовал и сам Владимир Карнеев. В 1957 году Центральным автомотоклубом были закуплены чехословацкие мотоциклы «Эсо-500» для спидвея.
И наконец, в 1958 году Карнеев стал непосредственным организатором первых в СССР соревнований по мотогонкам на гаревой дорожке на специальных мотоциклах. Благодаря его энтузиазму и организаторским способностям, а также полномочиям, полученным от спортивного руководства ДОСААФ СССР, соревнования прошли на главной спортивной арене страны — Большой спортивной арене Центрального стадиона им. В. И. Ленина. Эти соревнования считаются рождением спидвея в стране. Спустя год в стране появился первый специализированный спидвейный трек в Ровно.
В 1959 году Владимир Иванович Карнеев был назначен главным тренером созданной сборной команды СССР по спидвею. Он оставался на этом посту до 1975 года. Под его руководством сборная страны занимала вторые места на командном чемпионате мира в 1964 и 1966 годах. Многие его воспитанники добились значительных успехов в мотоспорте: Игорь Плеханов — заслуженный мастер спорта, вице-чемпион мира 1964—1965 годов; Борис Самородов — заслуженный мастер спорта, четвёртое место чемпионата мира 1963—1964 годов; Геннадий Куриленко — заслуженный мастер спорта, четвёртое место в чемпионате мира 1968 года по спидвею. Одновременно Карнеев продолжал вносить изменения в конструкцию мотоцикла. Владимир Иванович вместе с ведущими спортсменами страны ездил по маленьким городам, устраивая там показательные выступления с целью популяризации спидвея и ледового спидвея. Он также был главным консультантом при строительстве гаревых мототреков в десятках городов России, Украины, Латвии, Грузии, Белоруссии.
Также именно Владимиру Карнееву принадлежит главная заслуга в придании гонкам на льду официального статуса в СССР и за рубежом. Через полгода после первых соревнований по спидвею на той же большой спортивной арене в Лужниках состоялись первые чемпионаты РСФСР и СССР по мотогонкам на льду.
С 1980 года Карнеев становится профессиональным комментатором мотоспорта. Эта работа не стала для него новой, так как впервые он комментировал соревнования ещё в 1953 году на первенстве Ленинграда по мотокроссу. Почти до девяностолетнего возраста Владимир Иванович комментировал российские мотоциклетные соревнования самого разного ранга. Автор восьми книг, посвящённых мотоциклетному спорту, множества статей в различных периодических изданиях.
Вместе с женой Розой Тимофеевной (1942—2012) вырастил и воспитал дочь Любовь (1971 г.р.)
Скончался в Москве на 95-м году жизни после тяжелой и продолжительной болезни. Похоронен на Введенском кладбище.
К столетию со дня рождения Владимира Карнеева на его могиле был установлен памятник, созданный на средства его учеников и поклонников. Забор, около которого покоятся спортсмен и его супруга, тоже необычен: на нём профессиональные художники изобразили фрагмент борьбы на трековой гонке. В Саранске проводятся соревнования по ледовому спидвею на Приз имени Владимира Карнеева.

## Достижения и звания
Заслуженный мастер спорта и заслуженный тренер СССР, ветеран мотоспорта и член Союза спортсменов СССР, заслуженный работник физической культуры и спорта Республики Мордовия

## Награды
- Орден Отечественной войны II степени (06.04.1985)
- Медаль «За оборону Москвы»
- Медаль «За оборону Сталинграда»
- Медаль «За трудовую доблесть» (27.04.1957) — «за успехи, достигнутые в деле развития массового физкультурного движения в стране, повышения мастерства советских спортсменов, и успешное выступление на международных соревнованиях»
- Медаль «За безупречную службу в Вооруженных Силах СССР»